# Aequidens
Aequidens es un género de peces perciformes de la familia Cichlidae originarios de la cuenca de los ríos Orinoco, Amazonas y afluentes, en Venezuela, Brasil, Colombia, Bolivia, Perú y Ecuador, y ríos de las Guayanas. Contiene al menos 23 especies conocidas, que habitan en aguas claras (transparentes) y en aguas ácidas oscuras.

## Descripción
Se trata de especies de gran colorido, capaces de decorar acuarios. La coloración varía según el estado anímico del animal (variable con la edad). El iris posee una coloración llamativa. Normalmente presentan una serie de marcas iridiscentes en el cuerpo. Algunas especies tienen un ocelo en la cola.
Los adultos van desde los 10 hasta los 25 cm de largo (en la naturaleza).

## Comportamiento
Son peces sumamente inteligentes y poco agresivos. En los acuarios, reconocen fácilmente a la persona que los alimenta. Cambian de coloración de acuerdo a su estado de ánimo, así como en la época de apareamiento, y para mostrar su agresividad por cuestiones de territorialidad. Poseen hábitos reproductivos y de apareamiento complejos: cortejo nupcial, elaboración de nidos y cuido parental activo.

### Alimentación
Son peces omnívoros, generalmente adaptados a comer pequeños insectos, crustáceos, algas y restos orgánicos.

## Especies

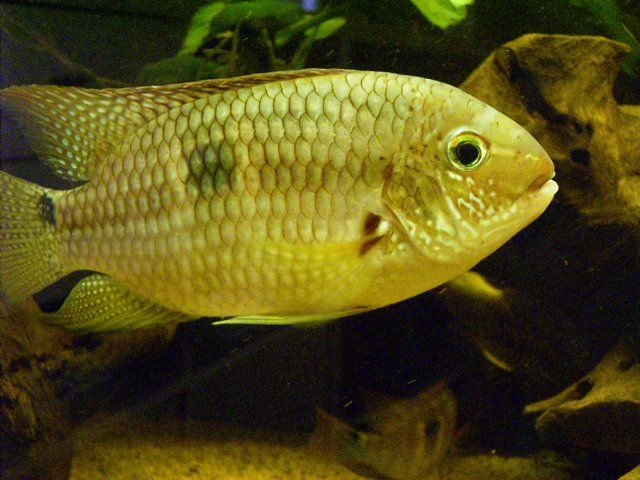
Aequidens sp. jaru.

- Aequidens biseriatus
- Aequidens chimantanus
- Aequidens coeruleopunctatus
- Aequidens diadema
- Aequidens epae
- Aequidens gerciliae
- Aequidens hoehnei
- Aequidens latifrons
- Aequidens mauesanus
- Aequidens metae
- Aequidens michaeli
- Aequidens pallidus
- Aequidens paloemeuensis
- Aequidens patricki
- Aequidens plagiozonatus
- Aequidens potaroensis
- Aequidens pulcher
- Aequidens rivulatus
- Aequidens rondoni
- Aequidens sapayensis
- Aequidens tetramerus
- Aequidens tubicen
- Aequidens viridis